# Sigmodontomys aphrastus
Sigmodontomys aphrastus là một loài động vật có vú trong họ Cricetidae, bộ Gặm nhấm. Loài này được Harris mô tả năm 1932.